# Meta Hrovat
Meta Hrovat (Radenci, 2 marzo 1998) è un'ex sciatrice alpina slovena.

## Biografia

### Stagioni 2015-2018
Attiva in gare FIS dal dicembre del 2014, Meta Hrovat ha debuttato in Coppa Europa il 7 dicembre 2015 a Trysil in slalom gigante (17ª) e in Coppa del Mondo il 28 dicembre 2015 a Lienz nella medesima specialità, senza a portare a termine la prima manche; il 17 dicembre 2016 ha conquistato il primo podio di Coppa Europa, giungendo 2ª nello slalom parallelo di Plan de Corones, e ai successivi Mondiali juniores di Åre 2017 ha vinto la medaglia d'argento nella combinata.
Ha conquistato la prima vittoria in Coppa Europa il 4 dicembre 2017 ad Hafjell in slalom gigante e il primo podio in Coppa del Mondo il 27 gennaio 2018 a Lenzerheide nella medesima specialità (3ª); ai successivi XXIII Giochi olimpici invernali di Pyeongchang 2018, sua prima presenza olimpica, si è classificata 14ª nello slalom gigante e 21ª nello slalom speciale. 

### Stagioni 2019-2024
Nel 2019 ha ottenuto l'ultima vittoria in Coppa Europa, il 24 gennaio a Melchsee-Frutt in slalom speciale, ai Mondiali di Åre 2019 (suo esordio iridato) è stata 22ª nello slalom gigante e non ha completato lo slalom speciale; il 20 febbraio dello stesso anno si è aggiudicata la medaglia d'oro nello slalom speciale ai Mondiali juniores di Val di Fassa 2019.
Ai Mondiali di Cortina d'Ampezzo 2021, sua ultima presenza iridata, si è piazzata 28ª nel supergigante, 16ª nello slalom parallelo e non ha completato slalom gigante, slalom speciale e combinata; il 21 marzo dello stesso anno ha colto a Lenzerheide in slalom gigante l'ultimo podio in Coppa del Mondo (3ª). Ai XXIV Giochi olimpici invernali di Pechino 2022, sua ultima presenza olimpica, è stata 7ª nello slalom gigante e non ha completato lo slalom speciale; il 6 marzo successivo ha disputato l'ultima gara della sua carriera, lo slalom gigante di Coppa del Mondo disputato a Lenzerheide, durante il quale ha subito un infortunio al ginocchio che ha contribuito alla decisione di ritrarsi, appena ventiquattrenne, all'inizio della successiva stagione 2022-2023. Nell'aprile del 2023 aveva comunicato l'intenzione di ritornare alle gare nella stagione 2023-2024, ma il perdurare dei problemi fisici l'ha indotta ad annunciare il definitivo ritiro nel gennaio del 2024, senza esser tornata alle gare.

## Palmarès

### Mondiali juniores
- 5 medaglie:
  - 3 ori (gara a squadre a Sočil/Roza Chutor 2016; slalom speciale a Davos 2018; slalom speciale a Val di Fassa 2019)
  - 2 argenti (combinata a Åre 2017; combinata a Davos 2018)

### Coppa del Mondo
- Miglior piazzamento in classifica generale: 25ª nel 2020 e nel 2021
- 4 podi (in slalom gigante):
  - 4 terzi posti

### Coppa Europa
- Miglior piazzamento in classifica generale: 12ª nel 2018
- 8 podi:
  - 3 vittorie
  - 4 secondi posti
  - 1 terzo posto

### Coppa Europa - vittorie
| Data             | Località       | Paese    | Specialità |
| ---------------- | -------------- | -------- | ---------- |
| 4 dicembre 2017  | Hafjell        | Norvegia | GS         |
| 14 dicembre 2017 | Andalo         | Italia   | GS         |
| 24 gennaio 2019  | Melchsee-Frutt | Svizzera | SK         |

Legenda:

GS = slalom gigante

SL = slalom speciale

### Campionati sloveni
- 7 medaglie:
  - 5 ori (discesa libera nel 2017; discesa libera, slalom gigante, slalom speciale nel 2018; slalom gigante nel 2021)
  - 1 argento (slalom gigante nel 2017)
  - 1 bronzo (discesa libera nel 2016)